# فرانسوا شيفر
فرانسوا شيفر (بالفرنسية: François Scheffer)‏ (1766 – 1844) سياسي لوكسمبورغي. تولى منصب عمدة مدينة لوكسمبورغ أربع فترات بمجموع 21 عاما. سمي شارع في المدينة باسمه تكريما له.